# Рабочев, Иван Семёнович
Иван Семёнович Рабочев (21.06.1912-25.04.1986) — российский учёный в области мелиорации засолённых почв, академик ВАСХНИЛ (1966).

## Биография
Родился 8 (21) июня 1912 г. в с. Волчанка Чапаевского р-на Самарской области. Окончил Самарский СХИ (1933).
- 1933—1935 агроном зерносовхозов «Ударник» и «Аргаяш».
- 1935—1952 почвовед Центральной станции удобрений и агропочвоведения (1935—1939), аспирант (1939—1942), директор Чарджоуской опытной станции (1942—1952) ВНИИ хлопководства.
- 1952—1958 директор Института земледелия (1952—1958), одновременно председатель Отделения биологии и с.-х. наук АН Туркменской ССР.
- 1959 зам. директора Института ботаники АН Туркменской ССР.
- 1959—1972 главный учёный секретарь Президиума (1959—1965), академик-секретарь Отделения биологических наук (1959—1967), первый вице-президент (1967—1972) АН Туркменской ССР.
- 1972—1986 зам. директора, одновременно с 1974 г. зав. лабораторией гидрологии почв Почвенного института им. В.В Докучаева.

Доктор с.-х. наук (1962), профессор (1964), академик ВАСХНИЛ (1966, член-корреспондент с 1956). Академик АН Туркменской ССР (1954, член-корреспондент с 1952).
Разработал методы освоения сильно засоленных пустынных земель с применением промывок и технологию использования минерализованных вод для орошения песков в зоне Каракумского канала.
Заслуженный деятель науки и техники Туркменской ССР (1972). Награжден двумя орденами «Знак Почёта» (1954, 1957), орденами Трудового Красного Знамени (1966), Дружбы народов (1982), 3 медалями.
Сочинения:
- Мелиорация засоленных почв Туркменистана / Ин-т земледелия АН ТССР, Чарджоу. опыт. станция. — Ашхабад: Туркмениздат, 1964. — 256 с.
- Севообороты — основа хлопководства / соавт.: Г. Ф. Раскин, Ф. А. Соколов; Ин-т пустынь АН ТССР и др. — Ашхабад: Ылым, 1968. — 114 с.
- Рассоление почв и орошение сельскохозяйственных культур минерализованными водами / соавт.: А. С. Овсянников и др.; Отд. Почв. ин-та пустынь АН ТССР, Туркм. НИИ гидротехники и мелиорации. — Ашхабад: Ылым, 1973. — 145 с.
- Расширенное воспроизводство почвенного плодородия / соавт. И. Е. Королева. — М.: Знание, 1983. — 64 с. — (Новое в жизни, науке, технике. Сер. Сел. хоз-во; № 5).
- Развитие почвоведения в Средней Азии / соавт.: М. П. Аранбаев и др. // 100 лет генетического почвоведения. М., 1986. С. 249—255.
- Воспроизводство почвенного плодородия — залог повышения производительной способности орошаемых земель / соавт.: И. Е. Королева и др.: Почв. ин-т им. В. В. Докучаева и др. — Ашхабад: Ылым, 1987. — 22 с.